# Karl Leyhausen

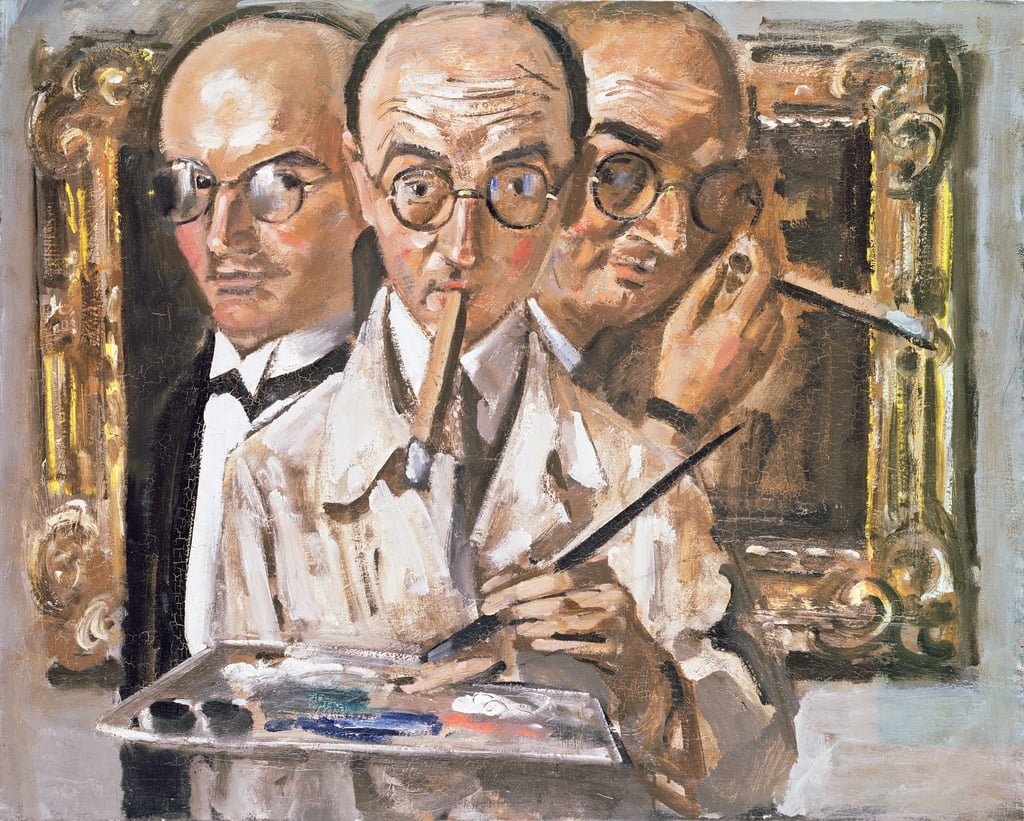
Dreifaches Selbstporträt, Öl auf Leinwand, 1930

Karl Leyhausen (* 28. September 1899 in Bedburg; † 9. Mai 1931 in Paris) war ein deutscher expressionistischer Maler.

## Leben und Wirken
Leyhausen wuchs in einem gebildeten Elternhaus auf. Der Vater war Schulleiter des Realgymnasiums zu Bedburg (Rheinland). 1906 zog die Familie, Karl hatte noch drei Schwestern, nach Ahrweiler-Neuenahr, wo er 1917 das Abitur ablegte. Schon als Schüler malte er gern und viel. Sein künstlerisches Talent wurde früh von Eltern und Lehrern erkannt. Es entstanden Porträts der Eltern, der Schwester Martha und zahlreiche Selbstporträts. Nach dem Abitur 1917 trat er ins Heer ein, wo er bis über das Kriegsende 1918 hinaus blieb. Nach der Militärzeit begann er eine kaufmännische Laufbahn, die er aber nach wenigen Monaten abbrach.
1919 begann er ein Studium an der Kunstakademie Kassel. Er studierte Malerei bei den bedeutenden Akademielehrern Curt Witte, Ewald Dülberg und anderen. Zum studentischen Freundeskreis zählten u. a. Teo Otto, Cecil ffrench Salkeld und der spätere Begründer der documenta in Kassel, Arnold Bode. Am Beginn von Leyhausens Ausbildung standen einige Portrait- und zahlreiche Aktstudien. Ein dynamischer und breiter Strich ließ bereits sein malerisches Temperament erahnen.  Von 1923 bis 1927 gehörte er zur Künstlervereinigung Die fünf. 1925 legte Leyhausen das Staatsexamen als Zeichenlehrer ab. Diesen Beruf übte er aber nie aus. Er lebte von Auftragsarbeiten, darunter Ausmalungen in verschiedenen kleineren Kirchen Nordhessens wie in Hünfeld und von Porträts. Seine Gedanken zur Kunst und zur Malerei legte er in Notizen und einer umfangreichen Korrespondenz nieder. 1927 gründete er  u. a. mit Arnold Bode die Kasseler Sezession. Der Kunsthistoriker Paul Westheim versuchte ihn als Kunstschriftsteller zu unterstützen, indem er Leyhausens Beitrag über Georges Braque zu einem Wettbewerb zur Kunstkritik 1930 in Das Kunstblatt als einen der besten drei Beiträge unter 60 Einsendungen nominierte.

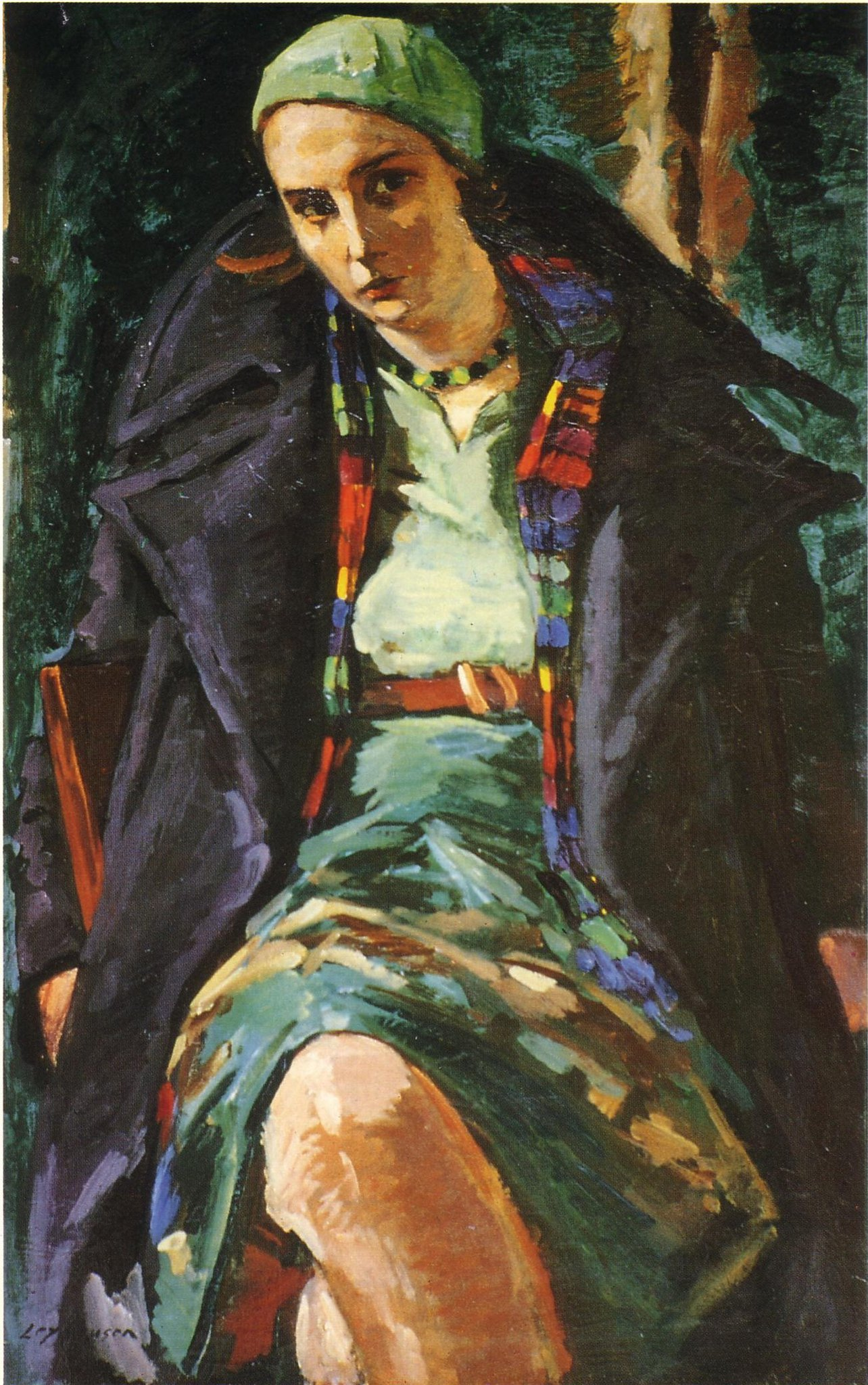
Porträt Peggy Sinclairs, 1931

1928 unternahm Leyhausen eine erste Studienreise nach Südfrankreich, auf der eine Reihe von Landschaftsbildern entstanden, die an den Stil  Paul Klees, den er bewunderte, aber auch an  Paul Cezanne oder an Max Beckmann erinnern. In dieser Zeit malte Leyhausen mehrfach Peggy Sinclair, die Jugendliebe von Samuel Beckett. Beckett hat Leyhausen 1932 als Maler Sauerwein in seinem  Roman  Traum von mehr bis minder schönen Frauen literarisch verewigt. 1929 folgte eine weitere Reise nach Südfrankreich und nach Paris. Im gleichen Jahr entstand ein Gemälde mit dem segnenden Christus an der Chorwand der ev. Kirche in Mörshausen bei Homberg/Efze (1966 entfernt). Zurück in Kassel entstanden ab 1930 eher grafische Arbeiten mit Themen aus Salons und dem Rotlichtmilieu. In einem Abschiedsbrief aus Paris an Paul Westheim schrieb Leyhausen: „Ich weiß heute besser als je, wie unerhört schön und dankenswert dieses Geschenk des Lebens ist, ich werfe es nicht freventlich weg, sondern es wird mir genommen. Es ist eine ungeistige, barbarische Zeit hereingebrochen.“ 1931 gab es noch Ausstellungen von Werken Leyhausens bei Paul Westheim in Berlin und bei Schames in Frankfurt am Main. Eine Ausstellung im Winter 1933 bei Westheim in Berlin wurde nach der „Machtergreifung“ geschlossen.
Karl Leyhausen starb am 9. Mai 1931 im Alter von 31 Jahren durch Suizid in Paris.

## Ausstellungen
- Karl Leyhausen, Ausstellung der Städtischen Kunstsammlungen und des Kunstvereins Kassel, 1952
- Karl Leyhausen 1899–1931, Ausstellung zum 50. Todesjahr des Künstlers, Neue Galerie Kassel, 1981/82
- Karl Leyhausen (1899–1931) – Akademie und Sezession der 20er Jahre in Kassel, Neue Galerie Kassel 1995
- documenta 14, Kassel 2017 (neun Gemälde und Zeichnungen)

## Werke in Museen
- Neue Galerie, Kassel